# Heinrich Wilhelm Gottfried von Waldeyer-Hartz
Heinrich Wilhelm Gottfried von Waldeyer Hartz (Heheln, 6 ottobre 1836 – Berlino, 23 gennaio 1921) è stato un anatomista tedesco.
Docente di anatomia all'università di Strasburgo e poi all'università di Berlino, è noto per aver coniato i termini cromosoma (1888) e neurone (1891). Il suo nome è inoltre legato all'anello linfatico che da lui prende il nome. Inoltre, prende il suo nome anche la linea di Farre-Waldeyer che segna la fine del mesovario a favore della tonaca propria dell'ovario. Fu professore all'Università di Berlino di Friedrich Wilhelm Kopsch.